# Nia Fossae
Le Nia Fossae sono una struttura geologica della superficie di Marte.